# 秘魯阿雷基帕聖殿
秘魯阿雷基帕聖殿（西班牙語：Templo de Arequipa）是位于秘鲁阿雷基帕的耶穌基督後期聖徒教會的一座聖殿。 

## 歷史
2012 年 10 月 6 日，時任教會會長多馬·孟蓀在教會的總會大會的演講中宣布建造聖殿的構想。 同時，在此次會上也同時宣布建造亞利桑那州圖森聖殿的計劃。 新建兩聖殿的計劃完成之後，全球聖殿總數將增至168座，而秘魯將增至3座。 
2017年3月4日，在嘉祿·格朵意（Carlos A. Godoy）長老主持下舉行標誌動工的奠基儀式。  2019年5月21日，教會宣布舉行公眾開放日，隨後將其定於11月15日至30日（星期日除外）。  這座聖殿於2019年12月15日由尤理西斯·蘇瑞長老奉獻。 
2020年，阿雷基帕聖殿因2019冠狀病毒病疫情而暫時關閉。

## 外部連結
- 秘魯阿雷基帕聖殿